# Hyoseris scabra
Hyoseris scabra — вид квіткових рослин родини айстрові (Asteraceae).

## Опис
Однорічна рослина, яка досягає висоти 6-12 сантиметрів. Листки від 40 до 100 міліметрів в довжину і від 3 до 14 міліметрів у ширину. Стебло прямостоячі або сланкі, потовщені під головами. Сім'янки 6-8 мм. Період цвітіння триває з лютого по квітень.

## Поширення
Батьківщина: Північна Африка: Алжир, Єгипет, Лівія, Марокко, Туніс. Західна Азія: Кіпр, Ізраїль, Йорданія, Ліван, Сирія, Туреччина. Європа: Албанія, Боснія і Герцеговина, Чорногорія, Хорватія, Франція, Монако, Греція, Іспанія, Гібралтар, Італія, Португалія, Мальта.
Росте на необроблюваних полях, на висотах від 0 до 1300 метрів.

## Галерея

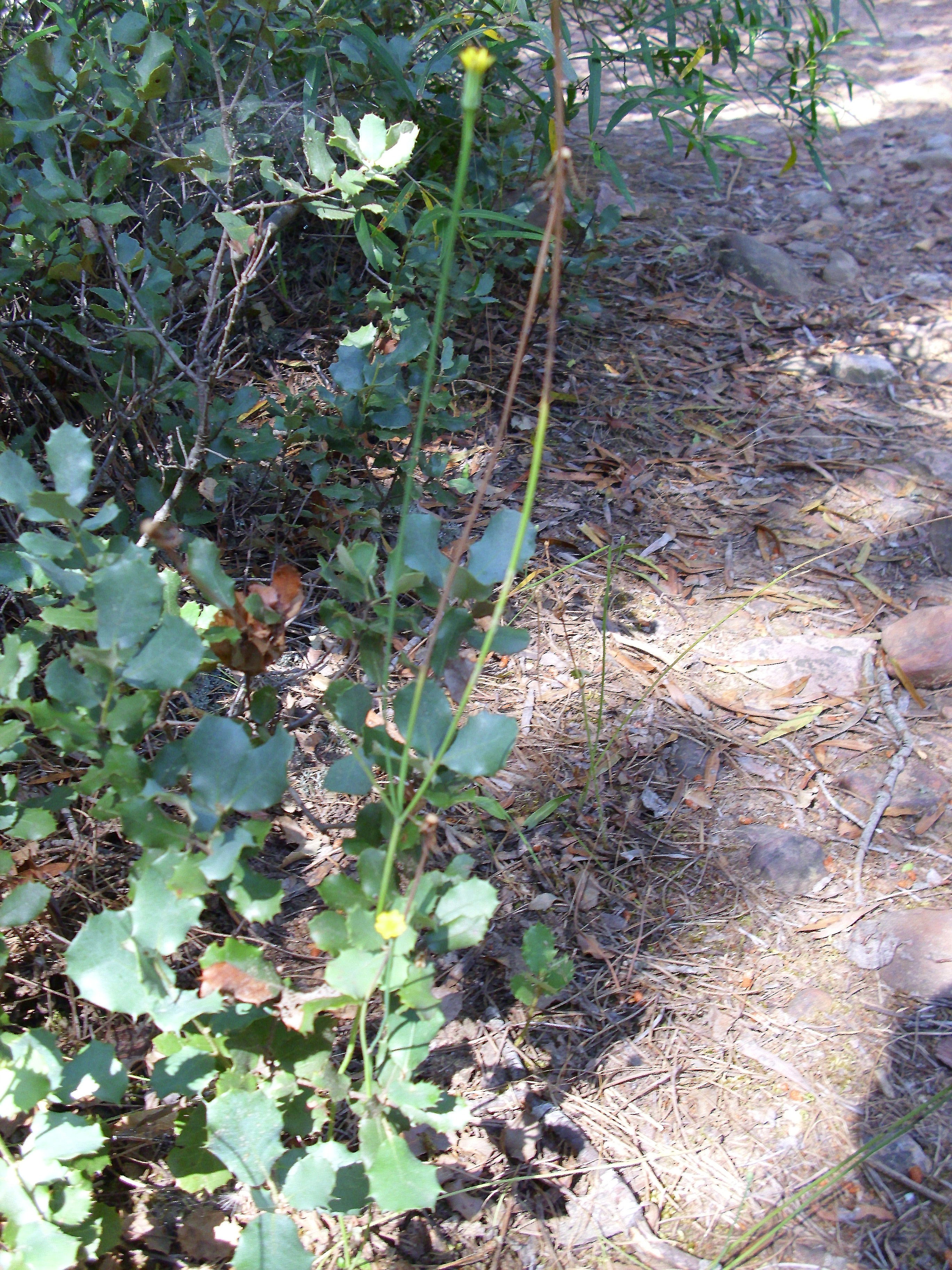
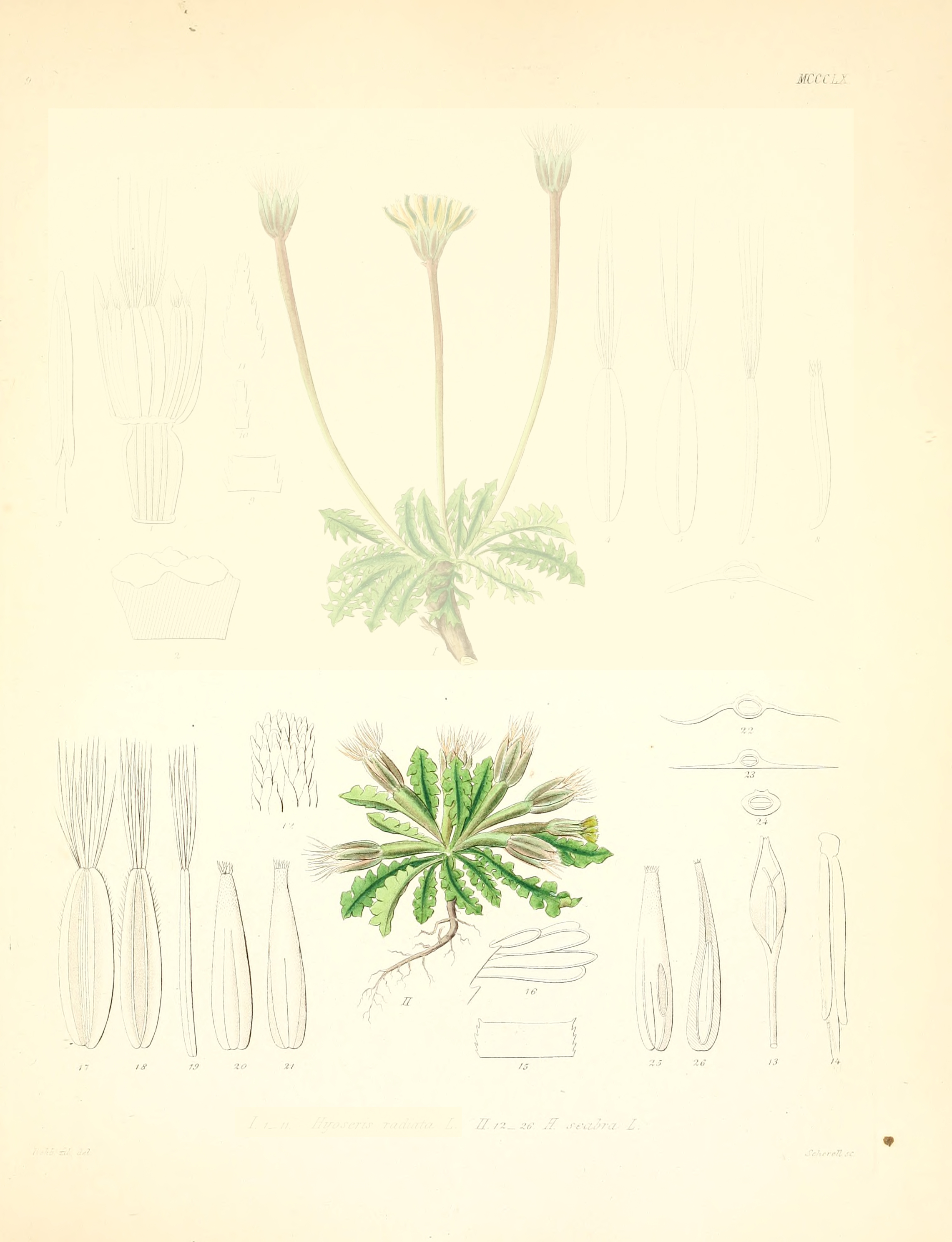

|  | Це незавершена стаття про айстрові. Ви можете допомогти проєкту, виправивши або дописавши її. |